# 隱婚男女
《隱婚男女》是一部華語電影，電影《隱婚男女》改編自同名話劇，由葉念琛執導，2010年10月19日《隐婚男女》於北京開機，該片在2011年4月8日於中國內地上映，以及在2011年4月14日於香港及澳門上映。

## 劇情
電影比較以中國內地觀眾口味拍攝，內容以社會話題「隱婚」為主體，主演分別為劉若英、陳奕迅、庾澄慶、白冰、秦嵐、林依輪，另外还邀请了知名男模小林杰友情客串。敘述崔民國與妻子張靜宜、主管Mandy之間的三角關係。
電影主題曲〈沒有旋律配得上你〉由劉若英及相信音樂師弟嚴爵合唱，是一首對唱情歌。

## 人物
| 演員   | 角色     | 粤语配音 |
| 劉若英 | （曼迪） | 程文意   |
| 陳奕迅 | 崔民國   | 陳欣     |
| 庾澄慶 | （托尼） | 高翰文   |
| 白冰   | 張靜宜   | 鄭家蕙   |
| 小林杰 | 送餐小伙 |          |
| 秦嵐   | 如小果   | 劉惠雲   |
| 林依輪 | 知名歌手 |          |
| 莫小棋 | 阿曼达   | 劉惠雲   |
| 陳昊   | 戴維     |          |
| 高潔   |          |          |
| 張倩   |          |          |
| 张彤   | 胖子     |          |
| 于洋   | MiMi     |          |

## 註腳
1. ↑  .   [2011-06-14]. （原始内容存档于2013-06-06）.
2. ↑  YouTube上的隱婚男女 (香港初版預告) Mr & Mrs Single (HK Teaser)
3. ↑  李伯男. . 影音娛樂-新浪網.   [2011-03-22]. （原始内容存档于2016-03-04） （中文（中国大陆））.
4. ↑  新浪娱乐. . 新浪網. 2011-03-17  [2011-03-22]. （原始内容存档于2013-11-05） （中文（中国大陆））. 日前，由香港新锐导演叶念琛执导的新片《隐婚男女》曝光了首款30秒预告片，走轻快时尚的都市路线。在预告片中，主演刘若英身着职场装，以一袭利落短发示人，俨然是一副职场女强人的模样。据悉，刘若英将在片中与陈奕迅上演一场刻骨铭心的纠葛爱恋……
5. ↑  . 北京新浪網. 2011-03-20  [2011-03-21]. （原始内容存档于2016-03-04） （中文（香港））. 一個苦於房貸壓力的男人崔民國(陳奕迅飾)，在好友調香大師Tony(庾澄慶飾)的力薦下，進入香水公司擔職女總裁(劉若英飾)的助理，為了家庭的幸福指數，在高薪誘惑之下，崔民國不得已隱瞞自己的婚姻狀況進入公司，偏不巧還是老婆張靜宜(白冰飾)的那一家……
6. ↑  王筱君. . 聯合新聞網. 2011-03-23  [2011-03-23]. （原始内容存档于2011-03-24） （中文（臺灣））.
7. ↑  唐嘉晞. . 明報通識網. 2011-03-24  [2011-03-24] （中文（香港））.
8. ↑  . 相信音樂. 2011-03-24  [2011-03-24]. （原始内容存档于2011-04-05） （中文（臺灣））. 「隱婚男女」這部片將於4/8上映，電影主題曲則是由「奶茶」劉若英與同門師弟嚴爵首度對唱的情歌「沒有旋律配得上你」。這也是全創作才子嚴爵首次嘗試譜寫男女對唱的情歌，而情歌想望的對象竟就是奶茶本人！原來今年1月時，嚴爵在北京中歌榜頒獎典禮上，初次跟心目中的「第一女主角」奶茶劉若英「十指緊扣」走紅地毯。原本就是「汗王」的嚴爵在零下低溫緊張得整個手心冒汗，汗水濕了奶茶的手心，令嚴爵整個人不知如何是好，在場記者都以為他因為頒獎典禮緊張，沒有人想到其實他是因為第一次握緊奶茶的手而緊張……
9. 1 2 3 4 5 6  . 北京新浪網. 2011-03-20  [2011-03-21]. （原始内容存档于2016-03-04） （中文（香港））.
10. ↑  Mandy （页面存档备份，存于） (女子名, 涵義: 值得愛的)
11. ↑  tony （页面存档备份，存于） 漂亮的; 時髦的; 貴族化的

## 外部連結
- 《隱婚男女》官方部落格 （页面存档备份，存于）
- 《隱婚男女》的Facebook專頁
- YouTube上的隱婚男女預告 _劉若英& 陳奕迅&白冰
- 《隐婚男女》刘若英特辑 （页面存档备份，存于） 於 優酷網
- 《隐婚男女》制作特辑陈奕迅篇 （页面存档备份，存于） 於 優酷網
- YouTube上的《隱婚男女》臺灣中文預告
- Yahoo奇摩電影上《隱婚男女》的資料（繁體中文）
- MSN娛樂上《隱婚男女》的資料（繁體中文）

- 開眼電影網上《隱婚男女》的資料（繁體中文）
- 豆瓣电影上《隱婚男女》的資料 （简体中文）
- 时光网上《隱婚男女》的資料（简体中文）
- 爛番茄上《隱婚男女》的資料（英文）
- 香港影庫上《隱婚男女》的資料（繁體中文）
- 互联网电影数据库（IMDb）上《隱婚男女》的资料（英文）